# Gesiella jameensis
La gesiella de los jameos (Gesiella jameensis) es una especie de anélido de la familia Polynoidae, endémica de Canarias, restringida al sector más nororiental de la isla de Lanzarote.

## Descripción
Alcanza entre 9 y 11 mm de longitud por hasta 6 a 8 mm de ancho. Presenta 18 a 19 segmentos. Cuerpo incoloro, aplanado, fusiforme, con parapodios casi tan largos como anchos. Prostomio oval, bilobulado, más ancho que largo. Carece de ojos. Antena de media con gran ceratóforo cilíndrico.

## Distribución y hábitat
Vive en cuevas subacuáticas anquialinas, entre las fisuras u oculta entre las piedras. Se ha encontrado en los Jameos del Agua, el Túnel de la Atlántida y la Cueva de los Lagos, aunque es posible que su área de distribución incluya parte del subsuelo inundado del nororiente de Lanzarote.